# 王荣华 (1946年)
王荣华（1946年2月—），男，汉族，江苏仪征人，中华人民共和国政治人物，曾任上海市政协副主席，上海市教育发展基金会理事长，第十一届全国人民代表大会上海地区代表。

## 生平
王荣华毕业于中央党校马列主义理论专业。2008年起担任全国人大代表。